# Dipogon (insecte)
Pour la plante, voir Dipogon lignosus.
Genre
Synonymes
- Deuteragenia Šustera, 1913[1]

Dipogon est un genre d'insectes hyménoptères de la famille des Pompilidae.

## Liste des espèces
Selon Catalogue of Life (19 octobre 2019) :
- Dipogon acriculum (Bingham, 1897)
- Dipogon alastor Banks, 1946
- Dipogon albiclypeatus Lelej, 1986
- Dipogon albithrix Shimizu & Ishikawa, 2002
- Dipogon anasazi Evans, 2000
- Dipogon ariel Banks, 1946
- Dipogon asahinai Ishikawa, 1965
- Dipogon austriacus Wolf, 1964
- Dipogon bifasciatum auct.
- Dipogon bifasciatus (Geoffroy, 1785)
- Dipogon bokhaicus Lelej, 1986
- Dipogon choii Lelej, 2001
- Dipogon ciliventris Wolf, 1998
- Dipogon conspersus (Pérez, 1905)
- Dipogon cubensis Genaro & Portuondo, 2002
- Dipogon diablo Wasbauer, 1960
- Dipogon dorni Wolf, 1981
- Dipogon fulleri Krombein
- Dipogon hircanum auct.
- Dipogon hurdi Evans, 1974
- Dipogon iracundus Townes, 1957
- Dipogon kiowa Evans, 2000
- Dipogon konza Evans, 2000
- Dipogon leechi Wasbauer, 1960
- Dipogon lignicolus Evans, 1987
- Dipogon macilentus (Saussure, 1890)
- Dipogon marlowei Waichert & Pitts, in Waichert & al., 2012
- Dipogon melanocephalus (Cameron, 1891)
- Dipogon moctezuma Evans, 1974
- Dipogon monticolus Wahis, 1972
- Dipogon neotropica (Kohl, 1886)
- Dipogon paludis Townes, 1957
- Dipogon pannonicus (Zettel, 1993)
- Dipogon parkeri Wasbauer, 1966
- Dipogon populator Fox, 1897
- Dipogon pulchripennis (Cresson, 1867)
- Dipogon pygmaeus Townes, 1957
- Dipogon ridesticolor Zonstein, 2000
- Dipogon sericeus Banks, 1944
- Dipogon sinan Wolf, in litt.
- Dipogon subintermedius (Magretti, 1886)
- Dipogon subinterrupta auct.
- Dipogon taiwanus Ishikawa, 1965
- Dipogon thoracicus Townes, 1957
- Dipogon variegatus (Linnaeus, 1758)